# سیمون (فیلم ۱۹۸۰)
«سیمون» (انگلیسی: Simon (1980 film)) یک فیلم کمدی آمریکایی به کارگردانی مارشال بریکمن است که در سال ۱۹۸۰ منتشر شد.

## بازیگران
- آلن آرکین
- مدلین کان
- آستین پندلتن
- والاس شاون
- فرد وین
- آدولف گرین
- ماکس رایت
- ویلیام فینلی
- دیک کَـویت
- دیوید واریلو